# Filofax
Filofax ist eine Marke für Zeitplan-Ringbücher (Organizer); als eingetragenes Warenzeichen wird Filofax im englischsprachigen Raum auch als generische Bezeichnung für derartige Systemplaner genutzt.

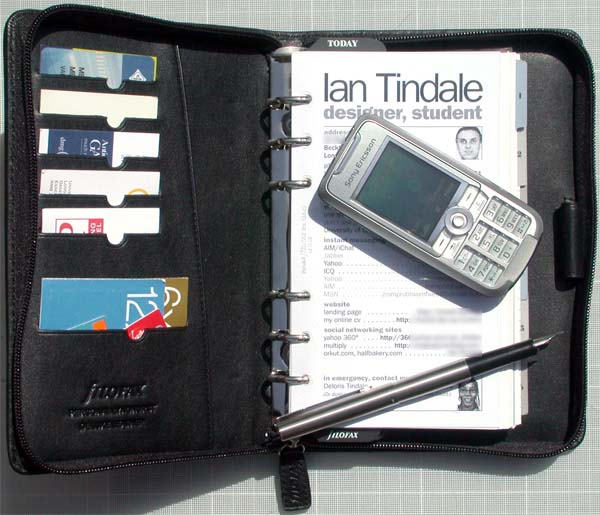
Filofax

## Geschichte
Die Geschichte von Filofax begann 1921, als der britische Schreibwarenhändler Norman & Hill auf Vorschlag der Sekretärin Grace Scurr amerikanische persönliche Ablagesysteme nach Großbritannien importierte. Scurr erkannte das Potenzial und ließ das System im Land herstellen. Sie erfand den Namen „Filofax“, abgeleitet von „File of Facts“. 1930 wurde Filofax als Marke registriert. Während des Zweiten Weltkriegs wurden die Geschäftsräume der Firma zerstört, aber Scurr konnte das Unternehmen dank ihrer Filofax-Aufzeichnungen wieder aufbauen. Sie wurde Vorsitzende bis zu ihrem Ruhestand 1955.
In den 1970er Jahren begannen David und Lesley Collischon, Filofax-Produkte im Versandhandel zu verkaufen. 1980 erwarben sie die Mehrheit am Unternehmen. Unter ihrer Führung expandierte Filofax stark und wurde 1987 am Unlisted Securities Market notiert. Ende der 1980er Jahre geriet Filofax in finanzielle Schwierigkeiten und verzeichnete erhebliche Verluste, was auf das negative „Yuppie“-Image der Marke zurückgeführt wurde.
1990 wurde Filofax von Transwood Consortium Fund übernommen. Trotz weiterer Verluste übernahm Robin Field 1991 die Führung und leitete eine Strategie ein, die Kosten zu senken und Produkte zu straffen. In den 1990er Jahren diversifizierte Filofax, erwarb den Grußkartenhersteller Henry Ling and Son sowie Topps of England, hatte jedoch weiterhin mit Marktveränderungen und Wettbewerb durch elektronische Organisatoren zu kämpfen. Trotz einiger Erholung blieben die Herausforderungen bestehen, und Filofax musste sich in einem zunehmend digitalen Markt neu positionieren.
Im September 1998 startete das kalifornische Unternehmen Day Runner einen feindlichen Übernahmeversuch für Filofax mit einem Barangebot von 200 Pence pro Aktie, wodurch Filofax auf fast 50 Millionen Pfund bewertet wurde. Trotz anfänglicher Akzeptanz des Angebots durch Filofax führte die unvorteilhafte Situation, dass beide Unternehmen ähnliche Produkte anboten und Day Runner mit Schulden zu kämpfen hatte, zum Scheitern der Übernahme. Im Januar 2001 stand Filofax zum Verkauf, und im Juli 2001 wurde es von Letts für 17 Millionen Pfund übernommen. Unter dem Namen Letts Filofax erlebte das Unternehmen eine Phase des Wachstums und der Umgestaltung, wobei es bis 2007 einen Anstieg des Umsatzes auf 57,6 Millionen Pfund verzeichnete. Die erfolgreiche Neuausrichtung seit der Übernahme durch Letts im Jahr 2001 trug wesentlich zu diesem positiven Trend bei.
Klassische Organizer und Zeitplanungssysteme wie Filofax wurden um die Jahrtausendwende zunehmend durch Personal Information Manager (PIM) abgelöst, die eine elektronische Verwaltung von Adress-, Kontakt- und Termindaten ermöglichen und meist integraler Bestandteil von Personal Digital Assistants (PDA) waren. 
Heute werden diese Informationen allerdings zumeist in cloudbasierten Diensten durch den Nutzer erfasst und gepflegt und sind so für ihn geräteübergreifend (PC, Notebook, Tablet, Smartphone, Smartwatch etc.) verfügbar und direkt weiterverarbeitbar, beispielsweise die direkte Übernahme einer Anschrift in die Navigationssoftware auf dem Smartphone. Papiergebundene Systeme gehören heutzutage nur noch zu den Nischenprodukten.

## Formate
Wie auch bei anderen Zeitplansystemen üblich, verwendet Filofax weitgehend nichtstandardisierte Papierformate (sowohl von den Papierabmessungen als auch von der Lochung) mit eigenen Namen. Zusätzlich gibt es Produkte für die Standardpapierformate A4 und A5, wobei das A5-Format mit einer Standard- und einer eigenen Lochung unterstützt wird.
| Name                                  | Papiergröße            |
| ------------------------------------- | ---------------------- |
| A4                                    | 210 mm × 297 mm        |
| Deskfax                               | 176 mm × 250 mm        |
| A5                                    | 148 mm × 210 mm        |
| Personal, Slimline, Compact (ab 2011) | jeweils 95 mm × 171 mm |
| Pocket                                | 81 mm × 120 mm         |
| Mini                                  | 67 mm × 105 mm         |
| M2                                    | 64 mm × 103 mm         |

Andere Zeitplansysteme und Hersteller verwenden gleiche oder ähnliche Papierformate mit zum Teil abweichenden Bezeichnungen.

## Einlagen
Das Filofax-Organizer-System zeichnet sich durch eine Vielzahl von z. T. sehr spezialisierten Einlagen aus, die zudem in mehreren Papiervarianten erhältlich sind. Neben den verschiedenen Kalender-Varianten, die sich durch unterschiedliche Aufteilung (ein Tag auf einer Seite, eine Woche auf einer Seite, eine Woche auf zwei Seiten) und Papierzuschnitt (aufklappbare Jahresansicht) auszeichnen, gibt es auch eine große Anzahl einfacher Papiersorten (unbedruckt, kariert, liniert etc.), Adressverwaltung, Notizblätter, To-do-Listen, Meetingnotizen, Kunststoffhüllen für Visitenkarten oder Scheckkarten, Stadtpläne, Karten des Öffentlichen Nahverkehrs, Gehaltsumschläge, Spiegel, Taschenrechner usw. Seit einiger Zeit kann man auch kleine Infobroschüren und Bücher zum Einheften erwerben. Um Einlagen selbst herstellen zu können, bietet Filofax einen passenden Locher sowie ein mittlerweile veraltetes Computerprogramm zum Verwalten und Ausdrucken von Adressen an.